# Ancient Forest/Chun T’oh Whudujut Provincial Park
Der Ancient Forest/Chun T’oh Whudujut Provincial Park ist ein 11.190 ha großer Provinzpark im kanadischen British Columbia. Der Park, mit seinem Bestand an Primärwald und sehr alten Riesen-Lebensbäumen (im englischen Sprachraum „Western Red Cedar“ genannt), wurde im Jahr 2016 gegründet und dient dabei unter anderem dem Schutz des hier vorkommenden Gemäßigten Inlandregenwaldes. Der Park liegt etwas mehr als 105 Kilometer östlich von Prince George bzw. etwas mehr als 105 Kilometer nordwestlich von McBride im Fraser-Fort George Regional District.

## Anlage
Der Park zieht sich nördlich und südlich der British Columbia Highway 16, der als Yellowhead Highway Teil der nördlichen Route des Trans-Canada Highway-Systems ist, entlang. Im Nordosten grenzt der Park an den Fraser River, der auch die nördliche Grenze der Cariboo Mountains ist.
Bei dem Park handelt es sich um ein Schutzgebiet der Kategorie II (Nationalpark).

## Geschichte
Wie bei fast allen Provinzparks in British Columbia gilt auch für diesen, dass er Jagd- und Fischereigebiet verschiedener Stämme der First Nations, hier der zu den Dakelh zählenden Lheidli T’enneh, war, ehe die Gegend von europäischen Einwanderern besiedelt wurde. Der Park wurde am 19. Mai 2016 offiziell eingerichtet und ist damit aktuell der jüngste der Provincial Parks in British Columbia.
Im Jahr 2018 unterzeichneten die Provinzregierung und die „Lheidli T'enneh First Nation“ ein Memorandum of Understanding, wonach sie zukünftig gemeinsam an der Planung und Verwaltung des Parks arbeiten wollen. Im Jahr 2020 wurde bekannt, dass darauf basierend 8,7 Mio. C$ aus Provinz- und Bundesmitteln für ein Entwicklungsprojekt bereitgestellt werden sollen. Die Gelder sollen genutzt werden, um neben verschiedenen Verbesserungen an der Infrastruktur und dem Bau neuer Wanderwege, ein Informationszentrum zu errichten.

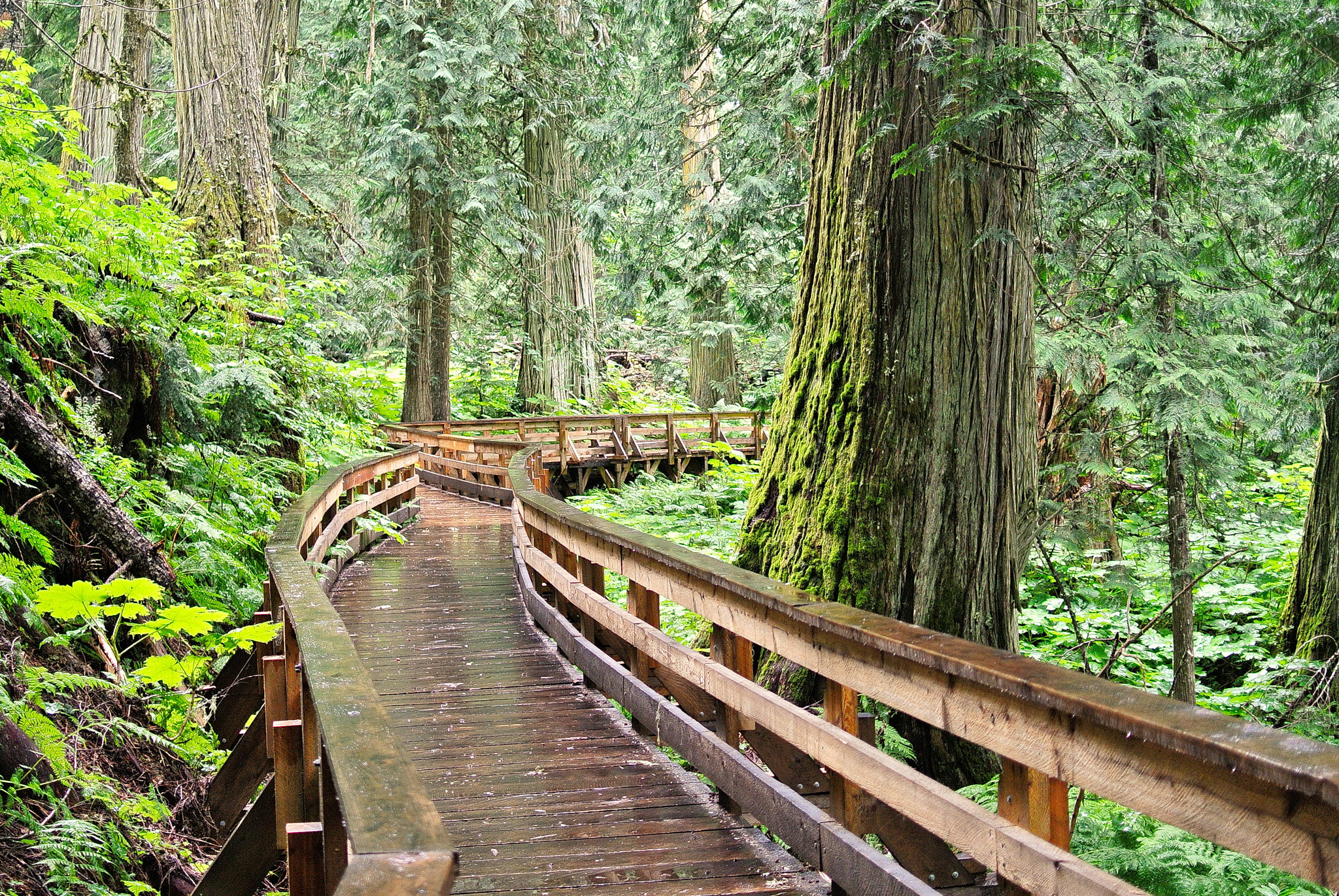
Ein befestigter Rundweg durch den Park

## Aktivitäten
Der Park verfügt, abgesehen von als Holzstegen ausgelegten Rundwegen, über keine wesentliche touristische Infrastruktur. Ein Übernachten im Park ist nicht erlaubt.

## Benachbarte Parks und Schutzgebiete
Nördlich an den Park grenzt die 685 ha große Ancient Forest/Chun T'oh Whudujut Protected Area an. Im Osten ist der Slim Creek Provincial Park der nächstgelegene Provincial Park und im Westen ist dies der Sugarbowl-Grizzly Den Park and Protected Area. Alle diese Parks verfügen über keine wesentliche touristische Infrastruktur. Der nächstgelegene Park mit touristischer Infrastruktur ist der noch weiter Richtung Westen gelegene Purden Lake Provincial Park.